# World Reformed Fellowship
La World Reformed Fellowship (WRF) è un'organizzazione internazionale di chiese riformate con un orientamento più conservatore rispetto a quelle riunite nella World Communion of Reformed Churches. Costituita nel 2000, è presente in 64 nazioni.
Per l'Italia, fra le denominazioni, congregazioni e organizzazioni aderenti, vi sono le Chiese evangeliche riformate battiste in Italia e l'Istituto Buon Samaritano.